# Liste der Monuments historiques in Amiens
Die Liste der Monuments historiques in Amiens führt die Monuments historiques in der französischen Stadt Amiens auf.

## Liste der Bauwerke
| Bezeichnung                                | Beschreibung | Standort | Kennzeichnung | Schutzstatus   | Datum     | Bild |
| ------------------------------------------ | ------------ | --- | ------------- | -------------- | --------- | ---- |
| Abtei Saint-Jean-des-Prémontrés            |              | (Lage) | PA00116042    | Classé         | 1940      |      |
| Belfried                                   |              | Place au Fil (Lage)                                                                                                  | PA00116043    | Inscrit        | 1926      |      |
| Stadtbibliothek                            |              | 50 rue de la République (Lage)                                                                                       | PA00116044    | Inscrit        | 1979      |      |
| Kaserne Stengel                            |              | Rue Martin-Bleu-Dieu (Lage)                                                                                          | PA00116045    | Classé         | 1966      |      |
| Kathedrale von Amiens                      |              | Parvis Notre-Dame (Lage)                                                                                             | PA00116046    | Classé         | 1862      |      |
| Friedhof de la Madeleine                   |              | Rue Saint-Maurice (Lage)                                                                                             | PA00116047    | Inscrit classé | 1986 1995 |      |
| Cirque municipal                           |              | Place Longueville (Lage)                                                                                             | PA00116048    | Inscrit        | 1975      |      |
| Zitadelle                                  |              | Avenue du Général-de-Gaulle Passage des Martyrs (Lage)                                                               | PA00116049    | Classé Inscrit | 1840 1978 |      |
| Ehemaliger Konvent Visitation-Sainte-Marie |              | 61 rue Saint-Fuscien (Lage)                                                                                          | PA80000068    | Inscrit        | 2009      |      |
| Konvent der Grauen Schwester               |              | (Lage) | PA00116050    | Inscrit        | 1940      |      |
| École du Sacré-Cœur                        |              | 3 rue de l’Oratoire (Lage)                                                                                           | PA80000064    | Inscrit        | 2009      |      |
| Kirche Saint-Acheul                        |              | Chaussée Jules-Ferry (Lage)                                                                                          | PA00116051    | Inscrit        | 1969      |      |
| Kirche Ste-Anne                            |              | (Lage) | PA80000053    | Inscrit Classé | 2006 2007 |      |
| Kirche St-Germain-l’Écossais               |              | Rue Saint-Germain (Lage)                                                                                             | PA00116052    | Classé         | 1906      |      |
| Kirche St-Leu                              |              | Rue Saint-Leu (Lage)                                                                                                 | PA00116053    | Classé         | 1906      |      |
| Kirche St-Remi und Kapuzinerkloster        |              | Rue des Cordeliers (Lage)                                                                                            | PA80000025    | Inscrit        | 2001      |      |
| Tour Perret                                |              | Place Alphonse-Fiquet (Lage)                                                                                         | PA00116079    | Inscrit        | 1975      |      |
| Brunnen Saint-Julien                       |              | Place Saint-Julien (Lage)                                                                                            | PA00116055    | Inscrit        | 1940      |      |
| Gisement de Saint-Acheul                   |              | Rue du Mercey, hinter Nr. 79–111 (Lage)                                                                              | PA00116057    | Classé Inscrit | 1947 1952 |      |
| Gisement du Bois de Montières              |              | Bois de Montières (Lage)                                                                                             | PA00116056    | Inscrit        | 1983      |      |
| Grand Séminaire                            |              | 54 rue Jules-Barni (Lage)                                                                                            | PA00125667    | Inscrit        | 1993      |      |
| Hôtel Acloque                              |              | 33 rue Millevoye (Lage)                                                                                              | PA80000019    | Inscrit        | 1999      |      |
| Hôtel Blin de Bourdon                      |              | 1, 3 rue des Augustins (Lage)                                                                                        | PA00125668    | Inscrit        | 1993      |      |
| Hôtel Bouctot-Vagniez                      |              | 36 rue des Otages (Lage)                                                                                             | PA00116058    | Classé         | 1994      |      |
| Hôtel Bullot                               |              | 6 boulevard Carnot (Lage)                                                                                            | PA80000026    | Inscrit        | 2001      |      |
| Hôtel Christophle                          |              | 9, 11 rue des Jacobins (Lage)                                                                                        | PA00116059    | Inscrit        | 1988      |      |
| Hôtel de la Préfecture de la Somme         |              | Rue de la République (Lage)                                                                                          | PA00116061    | Inscrit        | 1988      |      |
| Hôtel des Trésoriers de France             |              | 36 rue Victor-Hugo (Lage)                                                                                            | PA00116062    | Classé Inscrit | 1993 2009 |      |
| Hôtel des Trois-Cailloux                   |              | Rue du Cloître-de-la-Barge (Lage)                                                                                    | PA00116063    | Classé         | 1977      |      |
| Hôtel particulier                          |              | 4 rue Vivien (Lage)                                                                                                  | PA80000059    | Inscrit        | 2008      |      |
| Hôtel-Dieu                                 |              | Rue Saint-Leu (Lage)                                                                                                 | PA00116060    | Inscrit        | 1965      |      |
| Hôtellerie de l’Angle                      |              | 18 place Notre-Dame (Lage)                                                                                           | PA00116064    | Inscrit        | 1974      |      |
| Gebäude                                    |              | 6 rue Saint-Jacques (Lage)                                                                                           | PA00116068    | Inscrit        | 1940      |      |
| Gebäude                                    |              | 17, 19 place au Feurre (Lage)                                                                                        | PA00116066    | Inscrit        | 1943      |      |
| Gebäude                                    |              | 7 rue Porion (Lage)                                                                                                  | PA00116067    | Inscrit        | 1974      |      |
| Gewölbekeller                              |              | 35 rue du Général Leclerc (Lage)                                                                                     | PA00116073    | Inscrit        | 1941      |      |
| Druckerei Yvert                            |              | 16, 18, 20 rue des Trois-Cailloux (Lage)                                                                             | PA80000018    | Inscrit        | 1999      |      |
| Logis du Roi                               |              | Passage du Logis-du-Roi (Lage)                                                                                       | PA00116069    | Inscrit        | 1926      |      |
| Haus                                       |              | 16 rue Cormont (Lage)                                                                                                | PA00116070    | Inscrit        | 1978      |      |
| Maison du Bailliage oder Malmaison         |              | (Lage) | PA00116065    | Inscrit Classé | 1926 1941 |      |
| Maison Cozette                             |              | 26 place Vogel (Lage)                                                                                                | PA00116074    | Inscrit        | 1954      |      |
| Maison du Samson                           |              | Rue Jules-Lardière (Lage)                                                                                            | PA00116071    | Inscrit        | 1926      |      |
| Maison du Sagittaire                       |              | Passage du Logis-du-Roi (Lage)                                                                                       | PA00116072    | Classé         | 1941      |      |
| Maison de Jules Verne                      |              | 2 rue Charles-Dubois boulevard Jules-Verne (Lage)                                                                    | PA80000006    | Inscrit        | 1998      |      |
| Häuser                                     |              | 45, 47, 49, 51, 53, 55, 57, 59, rue de la Barette (Lage)                                                             | PA80000060    | Inscrit        | 2008      |      |
| 11 Häuser des Quartier Saint-Leu           |              | 23, quai Bélu 43, 45, 47 rue d'Engoulvent 41, 44 rue du Hocquet 13, 15 rue Guidé 9 , 25, 27 rue des Cannettes (Lage) | PA80000055    | Inscrit        | 2007      |      |
| Manufaktur Cosserat                        |              | 220 rue Maberly (Lage)                                                                                               | PA80000027    | Inscrit        | 2001      |      |
| Mühle Passe-Arrière                        |              | 2 bis 6, rue des Clairons 188 rue Saint-Leu (Lage)                                                                   | PA00116075    | Classé         | 1987      |      |
| Mühle Passe-Avant                          |              | 186 rue Saint-Leu (Lage)                                                                                             | PA00116076    | Classé         | 1986      |      |
| Musée de Picardie                          |              | 48 rue de la République (Lage)                                                                                       | PA00116077    | Inscrit        | 1975      |      |
| Justizpalast                               |              | Rue Robert-de-Luzarches, rue Victor-Hugo (Lage)                                                                      | PA00132918    | Inscrit        | 1994      |      |
| Bischofspalast                             |              | 18, place Saint Michel (Lage)                                                                                        | PA00116054    | Inscrit        | 1965      |      |
| Theater                                    |              | (Lage) | PA00116078    | Classé         | 1922      |      |

## Liste der Objekte
- Monuments historiques (Objekte) in Amiens in der Base Palissy des französischen Kultusministeriums